# Alphonse De Moerloose
Alphonse Frédéric De Moerloose, né à Gentbrugge (Belgique) le 12 janvier 1858, et décédé à Schilde (Belgique) le 27 mars 1932 .est un prêtre de la Congrégation du Cœur Immaculé de Marie [CICM] et architecte belge. Missionnaire en Chine de 1885 à 1929 il y construisit plusieurs églises catholiques,

## Biographie
Alphonse De Moerloose est le 10e et dernier enfant de Jean-Baptiste De Moerloose et de Marie-Thérèse De Jaeger, une famille parlant français habitant Gentbrugge, en Flandres. Son père a commencé comme maçon, pour s'élever entrepreneur et échevin responsable des travaux publics à Gentbrugge. Deux de ses frères ont été entrepreneurs, ainsi qu'un de ses beaux-frères, Edouard Van Herrewege, et une sœur plus âgée était mariée avec l'architecte Ferdinand de Noyette (1838-1870) et s'est remariée avec son frère Modeste de Noyette (1847-1923). Ce dernier a été un important architecte réalisant des bâtiments civils et religieux dans le style néo-gothique en Flandres.
Alphonse De Moerloose a dû être influencé par son beau-frère Modeste de Noyette. Il a commencé par faire de brillantes études d'architecte à partir de 1876. Il a obtenu le 7 août 1881 le premier prix en cinquième année de ses études d'architecture à l'École supérieure des arts Saint-Luc de Gand. À cette époque, l'enseignement de cette école durait sept années avec des leçons le soir et le weekend. Dans la journée, il devait probablement travailler avec son père. Les étudiants les plus doués pouvaient suivre une huitième année qui conduisait au « Grand prix ». Le milieu de l'école des arts de Saint-Luc défendait un catholicisme ultramontain opposé à la sécularisation de la société et au libéralisme. Sous l'influence du baron Jean-Baptiste Bethune, l'enseignement de l'architecture promeut le style néo-gothique.
La famille De Moerloose était très catholique. Animé par un désir missionnaire De Moerloose entre en octobre 1881 au séminaire de Scheut, à Anderlecht (près de Bruxelles) de la Congrégation du Cœur Immaculé de Marie, fondée en 1862 par Théophile Verbist. Cette congrégation missionnaire s'était vu assigner par la Congrégation pour l'évangélisation des peuples, en 1865, la mission apostolique de Mongolie-Intérieure. Alphonse De Moerloose est ordonné prêtre le 7 juin 1884 et prononce ses vœux religieux dans la chapelle du séminaire de Scheut le 6 février 1885.
Il arrive en Chine en 1885 et est affecté au vicariat apostolique de la province de Gansu dont l'évangélisation a été confiée aux scheutistes par le Saint-Siège en 1878. Les missionnaires scheutistes s'étaient établis dans les villes de Lanzhou, Liangzhou et Ganzhou. Le missionnaire Alphonse De Moerloose adopte alors un nom chinois He Gengbo (和羹柏). Il passe une année dans la résidence de Xixiang, à Wuwei (Gansu) pour apprendre les bases de la langue chinoise, puis travaille dans des paroisses rurales et urbaines.
En 1898, Jérôme-Josse Van Aertselaer (1845-1924) est nommé vicaire apostolique de « Mongolie centrale » où il avait été auparavant directeur du séminaire avant d'être, entre 1887 et 1898, supérieur général de la congrégation. Ce dernier va réorienter la carrière missionnaire d'Alphonse De Moerloose. Il quitte de Gansu en février 1899 pour aller à Xiwanzi (西湾子镇), Xian de Chongli, dans la province de Hebei, siège du vicariat apostolique de Mongolie centrale où il commence à travailler sur un grand séminaire avec une chapelle et la résidence du vicaire apostolique. Au même moment commence la révolte des Boxers qui a détruit un grand nombre d'églises. Xiwanzi a échappé à ces destructions grâce à la protection des militaires occidentaux. L'appui de Van Aertselaer qui a une conception euro-centrée avec une prédilection pour le style gothique va permettre à De Moerloose de développer une activité architecturale importante. Les archives de la congrégation scheutiste en Chine ont été détruites après leur départ et celles de Louvain sont incomplètes rendant difficile la reconstitution d'une liste de tous les bâtiments qu'il a pu construire en Chine. Ces bâtiments ont été des églises paroissiales, des écoles, des orphelinats, des résidences pour les missionnaires, des maisons pour les catéchumènes,... pour répondre à l'accroissement des besoins de la congrégation. Sa réputation d'architecte va déborder les limites des missionnaires scheutistes et d'autres congrégations ayant des vicariats à proximité vont lui demander d'intervenir pour des constructions d'églises.
En 1903-1905, il travaille sur l'église abbatiale trappiste de Notre-Dame-de-la-Consolation à Yangjiaping (禓家坪) fondée au printemps 1883 par Dom Efrem Seignol (1837-1893). Il va alors être tenté par cet ordre contemplatif. En décembre 1909, quittant la congrégation scheutiste il est incardiné dans le vicariat apostolique de Pékin qui dépend d'un évêque lazariste. Il installe son atelier dans l'enclos de l'abbaye de Yangjiaping, à 180 km au nord-ouest de Pékin, à partir de 1910.
Entre 1910 et 1920, il édifie plusieurs grandes églises en brique de style néo-gothique pour les missionnaires lazaristes.

## Bâtiments construits
- Beijing / Pékin, cathédrale du Nord (Beitang), décoration intérieure (1909) pour les missionnaires lazaristes
- Datong (Shanxi), séminaire régional (1922-1928)
- Gaojiayingzi (Hebei), église paroissiale (1903-1905)
- Huangtuliang (Hebei), église paroissiale (1906)
- Meiguiyinzi (Mongolie intérieure), église paroissiale (1904-1906)
- Nihewan (Hebei), chapelle et résidence (1912)
- Shanghai, église paroissiale de Yangtze-poo (1924-1926)
- Shanghai, basilique de She Shan, plans (1920-1923) pour les missionnaires jésuites, bâti par le père jésuite François-Xavier Diniz.
- Shebiya / Chabernoor (Mongolie intérieure), église paroissiale (1904-1905)
- Shuangshuzi (Hebei), église paroissiale et résidence (1917)
- Xiwanzi / Chongli (Hebei), séminaire (1902)
- Xuanhua (Hebei), église, plus tard cathédrale (1903-1906) pour les missionnaires lazaristes
- Yangjiaping (Hebei), abbaye trappiste de Notre-Dame-de-Consolation (1903-1905 et 1922), fille de l'abbaye de Sept-Fons
- Yongping (Hebei), cathédrale (1908-1910) pour les missionnaires lazaristes
- Zhengding (Hebei), église paroissiale (1924)